# Жизнь рыб
«Жизнь рыб» (исп. La vida de los peces) — чилийский фильм 2010 года режиссёра Матиаса Бисе. Фильм был выбран в качестве чилийской заявки на премию «Оскар» за лучший фильм на иностранном языке в 2010 году, но не попал в шорт-лист. Фильм также получил премию «Гойя» в номинации «Лучший иностранный фильм на испанском языке».

## Сюжет
После десяти лет жизни в Германии Андрес возвращается в Чили, чтобы продать свой дом и окончательно переехать в Берлин. Он попадает на вечеринку своего друга, где встречается со своими старыми знакомыми, включая его бывшую возлюбленную Беатрис.

## В ролях
- Сантьяго Кабрера — Андрес
- Бланка Левин — Беатрис
- Виктор Монтеро — Пабло
- Антония Сехерс — Мариана